# Soumaïla Sabo
Soumaïla Sabo (* 31. Dezember 2005) ist ein burkinischer Leichtathlet, der sich auf den Dreisprung spezialisiert hat und auch im Weitsprung an den Start geht.

## Sportliche Laufbahn
Erste internationale Erfahrungen sammelte Soumaïla Sabo im Jahr 2022, als er bei den U20-Weltmeisterschaften in Cali mit 7,49 m in der Weitsprungqualifikation ausschied. Im Jahr darauf siegte er bei den U20-Afrikameisterschaften in Ndola mit 15,74 m im Dreisprung und belegte im Weitsprung mit 7,55 m den fünften Platz. Anschließend belegte er bei den Spielen der Frankophonie in Kinshasa mit 15,07 m den neunten Platz im Dreisprung und gelangte im Weitsprung mit 6,78 m auf Rang 13. 2024 schied er bei den Afrikaspielen in Accra mit 7,26 m in der Qualifikationsrunde im Weitsprung aus. Im Juni verpasste er bei den Afrikameisterschaften in Douala mit 7,21 m den Finaleinzug im Weitsprung und brachte im Dreisprung keinen gültigen Versuch zustande.
2022 wurde Sabo burkinischer Meister im Weitsprung.

## Persönliche Bestleistungen
- Weitsprung: 7,68 m (+1,5 m/s), 4. Juni 2024 in Accra
- Dreisprung: 15,74 m (+1,4 m/s), 1. Mai 2023 in Ndola